# Chanco
Chanco is een gemeente in de Chileense provincie Cauquenes in de regio Maule. Chanco telde 8.928 inwoners in 2017 en heeft een oppervlakte van 530 km².